# Констанций Галл
Фла́вий Кла́вдий Галл, позже Фла́вий Кла́вдий Конста́нций, чаще именуемый Констанцием Галлом (лат. Flavius Claudius Gallus или Flavius Claudius Constantius; 325/326, Масса Ветернинская, — конец 354 года, Пола) — римский император с титулом цезаря в 351—354 годах, правивший Востоком как младший соправитель августа Констанция II.
Констанций Галл был племянником Константина Великого и братом Юлиана Отступника. Ему удалось спастись во время событий 337 года, когда взбунтовавшиеся солдаты перебили ряд представителей правящей династии. Следующие четырнадцать лет он провёл в почётной ссылке, а в 351 году двоюродный брат, император Констанций II, назначил его своим младшим соправителем на Востоке с титулом цезаря и выдал за него свою сестру. Резиденцией Галла стала Антиохия. Он смог добиться определённых успехов в войне с персами, подавить восстание в Иудее и отразить набег исавров, но во внутренней политике проявил крайнюю жестокость, начав репрессии против сирийской знати. В 354 году Констанций II, посчитав кузена угрозой для своей власти, вызвал его к себе на Запад и приказал обезглавить.

## Имя
На монетах и в надписях этот император именуется Флавий Клавдий Констанций. На отдельных монетах встречается вариант Флавий Юлий Констанций, но предположительно это объясняется ошибкой в штемпеле. Третью часть имени, Констанций, Галл получил в 351 году от своего двоюродного брата вместе с титулом цезаря. До этого момента его звали Флавий Клавдий Галл, и именно Галлом называет его подавляющее большинство литературных источников, хотя в официальных документах, фастах, надписях и на монетах это имя не употребляется ни разу.

## Биография
О жизни Констанция Галла рассказывает ряд литературных источников IV—V веков. При этом все источники излагают материал очень тенденциозно в соответствии с целями их авторов. Так, брат Галла Юлиан Отступник рассказывает о нём в своём обращении «к сенату и народу афинскому», стремясь оправдать свой мятеж против императора Констанция II. Авторы «Церковных историй» Сократ Схоластик, Созомен и Филосторгий активно использовали в своих трудах риторические преувеличения и оценивали исторических персонажей с точки зрения определённой церковной «партии». Наиболее подробным источником для биографии Галла является работа Аммиана Марцеллина, но у этого писателя была своя специфическая цель: он старался оправдать своего начальника Урзицина, причастного к ранней гибели Галла.

### Происхождение
Флавий Клавдий Галл принадлежал к династии Константина Великого, представители которой были римскими императорами, начиная с 293 года. Его отцом был Флавий Юлий Констанций, один из сыновей Констанция Хлора от брака с Феодорой, падчерицей императора Максимиана. Единокровным братом Флавия Юлия Констанция был Константин Великий; таким образом, сыновья последнего, Константин II, Констанций II и Констант, приходились Галлу двоюродными братьями. Эта династия была разветвлённой и многочисленной: у Констанция Хлора и Феодоры было ещё пятеро детей и по крайней мере шестеро внуков. Некоторые источники называют Хлора внучатым племянником Клавдия II Готского (императора в 268—270 годах), но в историографии это считается вымыслом.
Сын Флавия Юлия Констанция получил своё имя от матери — Галлы, сестры Вулкация Руфина и Нерация Цереала, консулов 347 и 358 года соответственно. В этом браке родились ещё один сын (старший) и дочь, имена которых неизвестны.

### Ранние годы

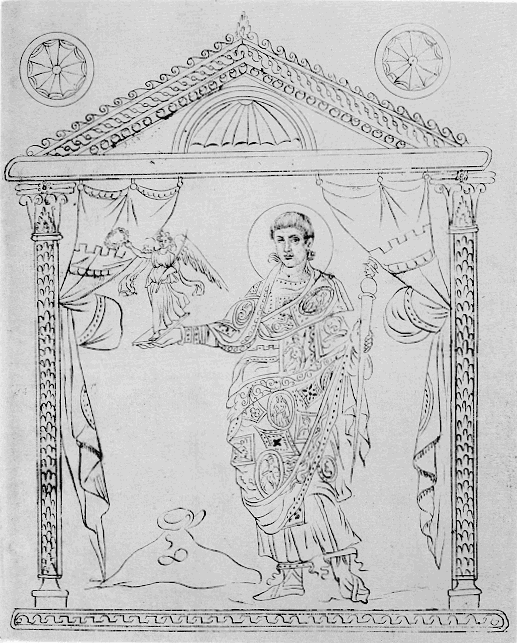
Констанций Галл в Хронографе 354 года

Аммиан Марцеллин сообщает, что Флавий Клавдий Галл умер на 29-м году жизни; отсюда следует, что дата рождения — 325 или 326 год. Галл появился на свет в Массе Ветернинской, что в Этрурии. Его мать предположительно вскоре умерла. Источники ничего не сообщают о её судьбе, но известно, что уже в 331 году у Флавия Юлия Констанция родился ещё один сын, причём от второй жены — Василины. Последняя умерла после родов, а ребёнок выжил и получил имя Юлиан.
Отец Галла в последние годы правления своего брата Константина Великого был очень влиятельной фигурой и неформальным лидером одной из придворных «партий», готовых начать схватку за власть. Но в 337 году, сразу после смерти Константина, в судьбе семьи и всей династии произошли трагические перемены: взбунтовавшиеся солдаты при неясных обстоятельствах перебили целый ряд родственников умершего императора. Жертвами этой бойни стали отец Галла, старший брат, дядя Далмаций Старший, шестеро двоюродных братьев (по именам известны Далмаций Младший и Ганнибалиан Младший), а также ряд высокопоставленных придворных. Из членов династии остались в живых только трое сыновей Константина и трое племянников: сын Евтропии Юлий Непоциан (по одной из версий, он родился несколькими месяцами позже), Юлиан, которого пощадили из-за слишком юного возраста, и Галл. Последнего не стали убивать, потому что он был серьёзно болен, и считалось, что он в любом случае не выживет. О причинах этих событий нет единого мнения. Филосторгий пишет, что Константин был отравлен братьями и, «изобличив коварный замысел», перед смертью потребовал от сыновей отомстить за него; Юлиан, став императором, видел в случившемся преступный произвол сына Константина, Констанция II. Исследователи по-разному оценивают степень виновности Констанция.
Империя после этих событий была поделена между тремя сыновьями Константина. Всё имущество родителей Галла было присвоено Констанцием II, так что Галл получил, по словам Юлиана, только «некоторые вещи» отца. Аммиан Марцеллин пишет, что в последующие годы Юлиан жил в Никомедии под опекой местного епископа Евсевия, и некоторые исследователи полагают, что Галл был там же, вместе с братом. Согласно Сократу Схоластику Галл пребывал какое-то время в Эфесе, где посещал местные школы, а Юлиан говорит о фактическом изгнании брата в город Траллы в Ионии. В 344 или 345 году Галла перевели вместе с Юлианом в Каппадокию, в императорское имение Мацеллы в окрестностях Цезареи. Там братья получили «царское содержание и попечение». Им дали христианское образование: Галл и Юлиан изучали Библию, исправно посещали церкви, демонстрировали уважение к иереям и даже организовали строительство храма над гробом мученика Мамы. Возможно, в 347 году их навестил кузен Констанций II на пути из Анкиры в Гиераполь. У Юлиана сохранились плохие воспоминания о шести годах, проведённых в Мацеллах:

Мы жили с чужим имуществом, жили словно бы под охраной персов, никто из гостей не мог видеть нас, никто из старых друзей не мог добиться разрешения видеться с нами. Так что были мы лишены всякой серьёзной науки, всякого свободного общения; мы становились блестящей прислугой, ибо мы воспитывались с собственными рабами.
— Послание к сенату и народу афинскому, 271c
.
Всё изменилось в 351 году. Правивший Западом император Констант пал от руки узурпатора Магна Магненция, и Констанцию II пришлось сосредоточить своё внимание на западных проблемах. Поскольку восточным провинциям в это время угрожали персы, императору понадобился соправитель, чтобы прочно контролировать этот регион. Поэтому он вызвал Галла к себе, в Паннонию. В Сирмии 15 марта 351 года Галл был провозглашён цезарем и правителем Востока и получил в жёны сестру Констанция Константину (вдову Ганнибалиана Младшего). Он не был усыновлён Констанцием, но стал его сводным братом, в связи с чем именуется в одной надписи divi Constanti pii Augusti nepos. Соправители принесли торжественную клятву, «что в будущем не станут злоумышлять друг против друга»; по-видимому, Констанций II таким образом хотел исключить вероятность мести кузена за отца и брата.

### Правление

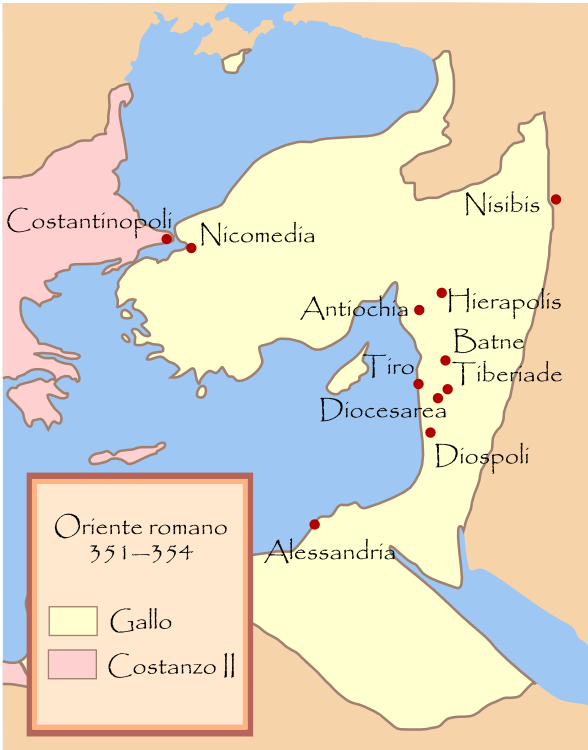
Римский Восток под управлением Констанция Галла

Оставшиеся три года жизни (352, 353 и 354) Галл был ординарным консулом совместно со своим кузеном, шурином и сводным братом в одном лице; знаки консульского достоинства он получил во время встречи в Сирмии. Оттуда новый цезарь направился на Восток. Будучи проездом в Константинополе, он повидался с Юлианом, а затем вместе с женой отправился в Антиохию, ставшую местом его постоянного пребывания. Источники коротко сообщают о его довольно успешных действиях против персов: в 353 или 354 году он предпринял поход на врага из района города Гиераполь, примерно в то же время отразил вторжение персидского полководца Ногодареса. Филосторгий пишет, что война закончилась полной победой «благодаря доблести и мужеству Галла», но исследователи предполагают, что говорить о каких-либо заметных успехах не приходится: персы в этот период были слишком заняты войнами на северо-востоке.
Внутри владений Галла тоже несколько раз возникали серьёзные угрозы. Так, в Иудее в очередной раз усилились мессианские настроения, и дело дошло до большого восстания (352 год). Повстанцы провозгласили своего вождя царём, но войска, посланные против них Галлом, быстро одержали победу. Города Диоцезарея, Тивериада и Диосполь были разрушены; в ходе войны было перебито множество народа, причём пощаду не получали даже дети. В 354 году возобновили свои грабительские набеги арабы-бедуины и исавры, причём последние осмелились даже осадить большой город Селевкия в Киликии. Но и они были разбиты подчинёнными Галла.
Во время пребывания Галла в Антиохии в полной мере проявились его тиранические наклонности. Секст Аврелий Виктор пишет о «жестокости и мрачном характере» цезаря, Юлиан Отступник — о его «дикости и свирепости», «излишней суровости» и готовности идти «путём безудержного гнева». Согласно Евтропию, Галл был «мужем по природе своей диким» и стал бы тираном, «если бы ему позволили править по собственному произволу». Аммиан Марцеллин винит, помимо всего прочего, внезапность возвышения Галла и надменность и кровожадность его жены, «мегеры в человеческом облике», которая слишком гордилась своим высоким происхождением.
Супруги создали в Антиохии полноценную шпионскую сеть и начали казнить представителей местной аристократии по обвинению в колдовстве и стремлении к верховной власти. Для обвинительного приговора было достаточно одних только подозрений, а имущество казнённых подлежало конфискации. Галл даже сам в сопровождении нескольких вооружённых людей «шатался по вечерам по харчевням и людным перепутьям и… расспрашивал каждого, что он думает о Цезаре». Его жестокость проявлялась и в пристрастии к кровавым зрелищам. Когда над антиохийцами нависла угроза голода из-за нехватки хлеба, Галл не позаботился о закупке продовольствия в соседних провинциях и обвинил в происходящем наместника Сирии Феофила, из-за чего тот вскоре был растерзан толпой (весной 354 года). Намерение цезаря казнить всех членов антиохийского городского совета не было осуществлено только из-за сопротивления комита Востока Гонората.
Констанций Галл всячески демонстрировал свою преданность христианству. Он приказал перенести гроб мученика Вавилы в Дафну (предместье Антиохии), построил там церковь и постарался покончить со знаменитым культом Аполлона. В числе его ближайших друзей были радикальные ариане — в частности, Аэций Антиохийский, который не раз ездил от Галла к Юлиану, чтобы склонить того к христианской религии. Юлиан, в свою очередь, убеждал брата вернуться к «эллинству», то есть язычеству, но из обеих этих затей ничего не вышло. При этом Галл сохранял интерес к языческой культуре, особенно к риторике.

### Гибель

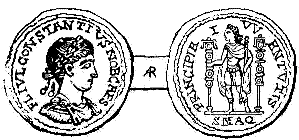
Монета Констанция Галла

Отношения между Галлом и Констанцием II, по-видимому, были непростыми с начала соправления. К тому же у Галла было множество недоброжелателей, которые информировали о его деятельности императора Запада и, по-видимому, опускались до простой клеветы (это признаёт даже Аммиан Марцеллин, относившийся к Галлу с неприязнью). Так, префект претория Востока Талассий, принадлежавший к антиохийской аристократии, «в частых донесениях Августу описывал с преувеличениями поступки Галла»; комит Барбацион «возводил… ложные обвинения»; магистр конницы Востока Урзицин просил у Констанция «помощи, чтобы можно было внушить страх зазнавшемуся цезарю». При дворе августа сложился целый заговор против Галла, членами которого были префект претория Запада Лампадий, препозит императорской опочивальни Евсевий, императорский агент Аподемий, актуарий императорских вьючных лошадей Динамий и другие. В 354 году негативный отчёт о деятельности Галла предоставил Констанцию протектор-доместик Геркулан; императора старались убедить, что Галл готовит мятеж для захвата власти над всей Римской державой.
Констанций постарался под благовидными предлогами лишить Галла контроля над восточными войсками. Когда у цезаря остались только дворцовая стража и несколько отрядов, расквартированных в Антиохии, Констанций направил к нему префекта Домициана с просьбой спешно приехать в Италию. Но просьба эта была высказана посланцем настолько дерзко, что Галл приказал его арестовать; квестор Монций заявил протест, фактически обвинив цезаря в заговоре, но солдаты, разъярённые этим обвинением, самовольно растерзали и Монция, и Домициана.

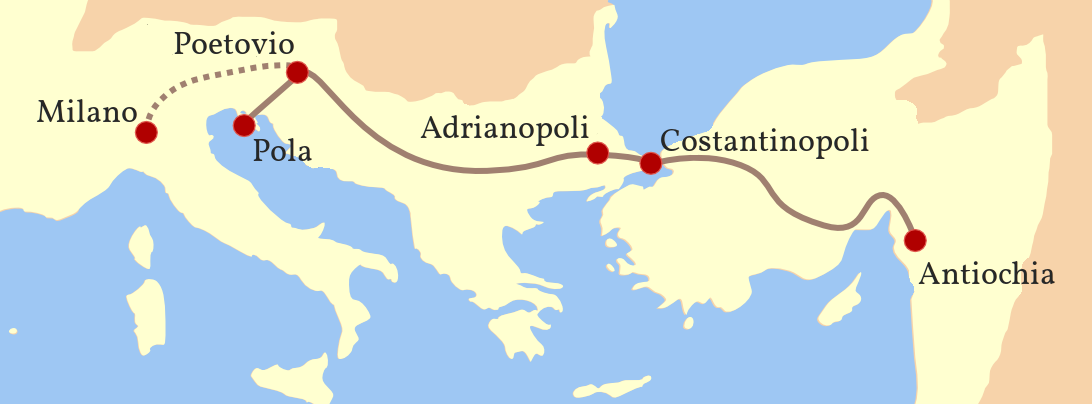
Последний путь Констанция Галла

Констанций и после этого не оставил попыток выманить к себе сводного брата. Сначала ему удалось вызвать сестру, Константину, но та в пути заболела лихорадкой и умерла в Вифинии, на станции Кен Галликанский. Галл, получивший от Констанция несколько писем, колебался; он не доверял кузену, но в то же время не мог положиться и на своё окружение, чтобы начать гражданскую войну. Очередной посланец, трибун скутариев Скудилон, убедил его, что август хочет дать ему в управление Галлию. Цезарь отправился на Запад, причём в пути, в Константинополе, устроил гонки на колесницах и собственноручно возложил венок на голову победителя. Констанций, узнав об этом, пришёл в ярость. Чтобы исключить вероятность мятежа, он удалил гарнизоны из всех городов на маршруте Галла и постепенно окружил приближавшегося к нему кузена своими людьми. Наконец, в городе Петовион в Норике комит Барбацион арестовал Галла, снял с него императорское облачение и увёз в Истрию, в окрестности города Пола, где в 326 году был убит его двоюродный брат Крисп.
Посланцы Констанция потребовали от Галла отчёта о причинах казней в Антиохии. Он, «полумёртвый от страха» и «смертельно бледный, как Адраст», ответил, что казни эти совершались по инициативе его покойной жены. Тогда Констанций приказал казнить Галла, поручив это бывшему дуксу Финикии Серениану, нотарию Пентадию и императорскому агенту Аподемию. «И вот, связав ему за спиной руки, как какому-нибудь разбойнику, они обезглавили его и оставили лишённое головы, составляющей красу человека, тело того, кто ещё недавно внушал страх городам и провинциям». Это произошло приблизительно в конце 354 года.

## Внешность и личные качества
По словам Аммиана Марцеллина, Констанций Галл был «очень видным мужчиной с изящными формами тела», русоволосым, с едва начавшей пробиваться бородой. Несмотря на молодой возраст, он имел «солидную внешность». Все источники, включая брата, пишут о его жестокости и неуравновешенности; при этом Юлиан оправдывал отрицательные черты Галла плохим воспитанием, полученным в изгнании. По мнению Юлиана, Галл был плохим правителем, но смерти тем не менее не заслуживал.

## Семья
В браке Галла и Константины родилась дочь, имя которой и судьба неизвестны.

## В художественной литературе
Констанций Галл действует в романе Дмитрия Мережковского «Смерть богов. Юлиан Отступник».